# イカリア自由国

イカリア自由国
Ελευθέρα Πολιτεία Ικαρίας

国歌: イカリアの国歌 (コンスタンティノス・プサコス/フラギスコス・カレール)

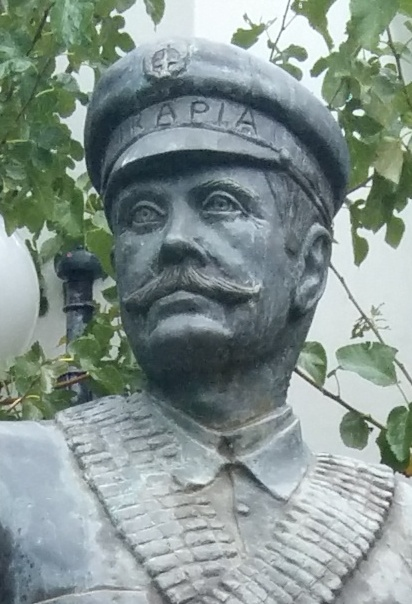
イオアニス・マラキアス、イカリア革命の指導者。

イカリア自由国（イカリアじゆうこく）は1912年7月17日、イカリア人はオスマン帝国の駐屯軍を追い出し、独立を達成するまでオスマン帝国の支配下にあった。
独立直後に第一次バルカン戦争が勃発、イカリアの唯一の軍艦クレオパトラ号は、戦争中にギリシャ海軍に占領されたサモス島とキオス島に食料や物資を供給するために使用された。
1912年7月17日にオスマン帝国軍の待ち伏せにより暗殺されたエヴディロスのジョージ・N・スパノスは、イカリア革命の英雄として称えられている。彼の胸像は、弾帯を体に巻き、ライフルを手にした彼の胸像は、イカリア島のクリソストモスの町にある彼が暗殺された場所に建てられた記念碑で見ることができる。

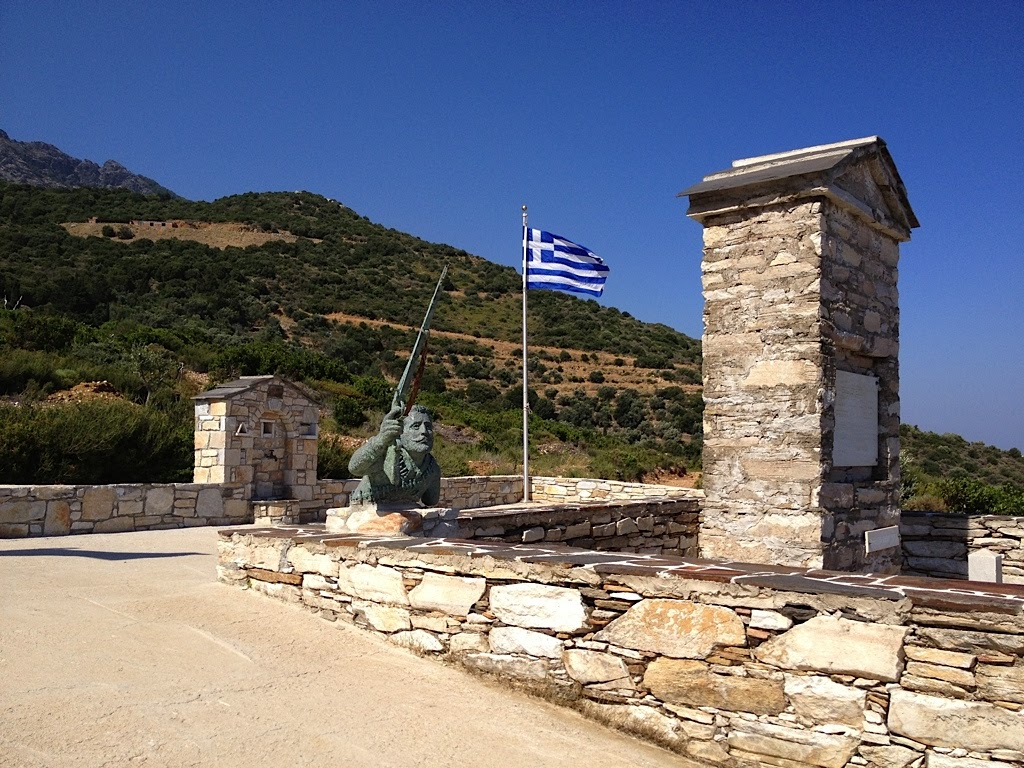
ジョージ・N・スパノスを称える記念碑。クリソストモス、イカリア島にて

1912年7月18日、イカリア自由国の独立宣言が宣言された。隣接するフルノイ・コルセオン諸島も解放され、自由国の一部となった。 
イオアニス・マラキアスは、イカリア自由国の初代大統領に就任した、彼はイカリア自由国唯一の大統領であった。
5ヶ月間、イカリア自由国は独自の政府を持ち、武装した独立国家であった。軍隊、国旗、国章、切手、国歌。この5ヶ月間は島にとって困難な時期だった。食糧不足や、イタリア領エーゲ海諸島の一部になる危機にさらされていた。
1912年11月4日、バルカン戦争中にイカリアは正式にギリシャ王国の一部となった。オスマン帝国はロンドン条約でギリシャによるイカリア島とその他のエーゲ海諸島の併合を承認した。